# Ziegendorf
Ziegendorf település Németországban, Mecklenburg-Elő-Pomeránia tartományban. Lakosainak száma 634 fő (2023. december 31.).

## Népesség
A település népességének változása:
| Lakosok száma | 602  | 627  | 629  | 653  | 634  |
|               | 2017 | 2019 | 2021 | 2022 | 2023 |